# 白錦祥
白錦祥（1920年10月15日—1996年10月24日），福建安溪人，中國象棋棋手，到臺灣擔任教職與報紙開設象棋專欄。

## 生平

### 成名
白錦祥為安溪人，生於1920年10月15日，幼時隨雙親旅居廈門，在就讀廈門同文中學時受數學教師楊青峰傳授中國象棋技巧。在一次廈門市象棋比賽中，白錦祥輕取全市冠軍。十四歲，他便以一勝三和擊敗謝俠遜，而名揚棋壇。之後白錦祥與鮑子波、林榮興、連學正等上海棋手，以及臺灣棋手柯炳安對局，皆獲勝。
抗戰後，白錦祥畢業於暨南大學文學院，1946年夏至澎湖湖西鄉任教，1947秋年返鄉，1948年春至上海經商。在上海時期，他時間比較寬裕，常與「七省棋王」周德裕對弈。在《申報》棋類專欄主編許弼德的轉介下常與棋手對弈，報媒再現白錦祥之名。

### 到臺
1949年春，白錦祥至臺灣定居，常與文少可談論棋藝。白錦祥起初在臺灣本島的工作，先任中學教員，教過英文、國文和會計學等課程，但教學不被校方滿意，一度去私人公司擔任會計員。
1950年，臺北市象棋協會復辦中國象棋比賽。該年，白錦祥代表臺北市，在個人組冠軍賽以一勝二和打敗「南吳北廖」之稱的吳莫榮，獲得臺灣省象棋賽首屆冠軍。吳莫榮、廖天賜是臺灣1940年代所興起的棋手，既所謂的「南吳北廖」。同年4到5月，臺北市象棋協會邀白錦祥與廖天賜舉行三十局的比賽，白錦祥淨贏四局。白錦祥轉而在臺北市公園路開設名叫「象棋之家」的清茶室，義務當象棋老師，頗為繁忙，但翻桌率少，開張數個月就收場。白錦祥又於臺北市象棋協會擺設四個月的擂台，擊敗前來的江培生、蘇金池、陳太和等等。
1951年第二屆臺灣省象棋賽在臺南市舉辦時，白錦祥參加於其他比賽，個人冠軍由代表基隆的廖天賜獲得冠軍。白錦祥與吳莫榮與首次對局後，白錦祥為因應棋迷索取對局，便與大成合校棋譜，定名《棋壇拾零》，由青年文化書局於1952年5月出版。1953年在臺北市舉行第三屆全省象棋賽僅舉辦團體賽，白錦祥任總裁判，臺北縣隊得冠。賽後，白錦祥與廖天賜在《台灣新生報》開設「象棋春秋」專欄。白錦祥第二本著作《象棋韜略》就是由該報社在1954年8月出版。
1954年1月1日，白錦祥與龔依珍結婚，妻子是華僑，育一子一女。
1950年代初的臺北市，盛行棋牌遊戲，電信局、鐵路局、公路局、台灣糖業公司的社團多具有象棋社、圍棋社、橋牌社。1955年1月28日到2月5日晚，在生生皮鞋與臺北市象棋協會的邀請下，白錦祥與吳莫榮於福星國小大禮堂舉行長達十天、十局的公開對決，觀者如潮，以三勝三敗四和的成績作收。
1955年，白錦祥受菲律賓華僑象棋協會邀請，在馬尼拉作兩個月的表演賽。白錦祥取得多數勝局，中央社以「台灣棋王」稱呼。在一百多局的比賽中，除與菲律賓棋王陳羅平一勝一敗兩和作收外，其餘的一百多局，白錦祥所向無敵，受當地的華僑將讚美李白的「白也詩無敵」改為「白也無敵」。

### 運毒
白錦祥在菲律賓的成果引起香港象棋名手李志海、曹悅強等重視，遂向僑務委員會邀請來香港比賽。1956年，由香港的九龍總商會邀請。第一次對抗賽為3月16日到21日，比賽二十局。童尚經作為臺灣代表的長風象棋隊領隊，白錦祥、廖天賜、吳莫榮、李天華、江培生為正選隊員，林文超、賴光樞為副選。香港隊是李志海、簡文孝、蘇天雄、曾益謙、黎子健。
此次對決賽，雖由僑委會安排，但臺灣棋手的路費是自行負擔。3月26日香港報紙報導「白錦祥來港後，舊雨太多，應酬太忙，支持一個殘局要化相當時間精力」，白錦祥比賽失利。據林文超回憶，白錦祥當時經濟情況已很壞，心緒不寧，意志無法集中。4月，第二次對抗賽中，白錦祥取得五勝四和三負。因白錦祥苦於在德育商職的教員薪金微薄，這期間便聽從朋友林光訓建議，以八百元港幣託在香港的舅父曾煥明購得毒品。5月，白錦祥與曹悅強於中環蓮香棋壇作六局公開賽，白錦祥以二勝三和一負淨勝一局。該月白錦祥回臺灣時將毒品藏在拖鞋內，裡面是二兩多的嗎啡。

### 入獄
走私兩年後，1958年8月29日，白錦祥遭台灣警備總司令部遊動查緝組移送臺北地檢處。9月24日，臺北地方法院刑庭庭長劉鴻坤開庭。9月31日一審，經臺北地方法院刑庭庭長張耀坤審結，白錦祥與林光訓各判有期徒刑十三年六月。11月11日二審，兩人各改判十二年。白錦祥在臺中監獄坐牢期間，協助課長辦理書工作。
1963年，曾與白錦祥學棋的臺灣大學商學系學生蔡塗松，在《聯合報》第一屆象棋名家賽名列第八。12月末，李志海從香港到臺灣比賽，與賴光樞及詹品川戰為平手。賴光樞、詹品川在該年象棋名家賽分別名列第一與第二名。李志海回香港前想與白錦祥下棋，便在臺中監獄准許後，於次年1月13日與棋手曹悅強攜帶水果與新棋書，從臺北南下臺中。當天陪伴的林文超感嘆，若白錦祥不因一時失足，棋藝將會有更高成就。下午，李志海在監獄康樂室見到已滿頭白髮的白錦祥時，心情激動與白錦祥相握雙手，一時難與說話，至於對局則以和局作收。

### 晚年
白錦祥出獄後，接替去世的李天華重掌象棋專欄，任教於瑞芳高工。
1972年10月，白錦祥與張三郎（張元三）對下六局以和局作收。後來，白錦祥中風臥病，開刀挽回生命。白錦祥淡出賽事，直到1988年7月參加陽明山信用合作社理事王安國舉辦的安國杯長青組全國大賽。
1996年10月24日早上，白錦祥去世。